# 模耆语
模耆语(自称：mã53 tsi53)或花彝、红彝是一种中国彝族和越南倮倮族使用的缅彝语群语言。
模耆语有40个声母、27个元音(11个单元音和13个双元音)和6种声调(Lama 2012)。

## 分类
模耆语可能和中国云南省文山壮族苗族自治州的嘎苏语和末昂语(mɯaŋ˥˩)有亲缘关系(Edmondson 2003)。Lama (2012)推断模耆语和末昂语组成了缅彝语群最异质的分支。

## 分布
红彝和花彝人生活在越南河江省，使用的语言很相似。红彝所操语言由艾杰瑞在1990年代晚期调查。在国境线另一侧的中国云南富宁县，操相似语言的人群被称作白彝(Edmondson 2003)。
越南北部的彝族社区共有河江省、高平省和老街省猛康县的3,134人。也被称作Mùn Di、Di、Màn Di、La La、Qua La、Ô Man和Lu Lộc Màn。
花彝
- 河江省
  - 苗旺县辛盖社
  - 同文县陇勾社

红彝
- 河江省
  - 苗旺县
  - 安铭县

白彝
- 河江省
  - 苗旺县

黑彝生活在高平省保乐县，就在河江市东边。高平省黑彝(模耆)由Iwasa (2003)记录。
黑彝
- 高平省保乐县
  - 鸿治社(包括那文村[5])
  - 德幸社(保乐)
  - 姑波社严蓝[5]

### Quoc (2011)
Quoc (2011)列举了越南北部下列彝族村庄。
- 河江省苗旺县
  - 上冯社
    - 㖼坊版
    - 花迦版

  - 辛盖社
    - 旗党
    - 旗朗
    - 米朗

  - 苗旺䕝补版A/B,
- 河江省同文县
  - 倮倮豸版,陇勾社
  - 陇噪社马罗版
  - 宠罗社段结区
- 高平省保乐县
  - 鸿治社
    - 谷卸连/滞
    - 迦𥬨
    - 庄𥬨
    - 拿文
    - 𢵱坤
    - 𢵱泡

  - 姑波社严林版

- 高平省保林县
  - 德幸社